# Passarela do Bois de la Bâtie
A Passarela do Bois de la Bâtie (em francês:  Passerelle du Bois de la Bâtie) é uma passarela sobre o rio Arveem Genebra, na Suíça.

## Características
A décima ponte mais a montante do rio Arve depois de ter entrado na Suíça pelo cantão de Genebra, e liga o Bois de la Bâtie na sua margem esquerda com La Jonction na margem direita.